# Africa Movie Academy Award du meilleur montage
Africa Movie Academy Award du meilleur montage est un mérite annuel décerné par l'Africa Film Academy pour récompenser les films qui ont le meilleur montage de l'année.
| Meilleur montage | Meilleur montage                 | Meilleur montage | Meilleur montage |
| Année            | Film                             | Éditeur          | Resultat         |
| ---------------- | -------------------------------- | ---------------- | ---------------- |
| 2005             | Yesterday                        |                  | Lauréat          |
| 2005             | The Mayors                       |                  | Nomination       |
| 2005             | Dangerous Twins                  |                  | Nomination       |
| 2006             | Rising Moon                      |                  | Lauréat          |
| 2006             | Family Battle                    |                  | Nomination       |
| 2006             | Day of Atonement                 |                  | Nomination       |
| 2006             | Sofia                            |                  | Nomination       |
| 2007             | Mokili                           |                  | Lauréat          |
| 2007             | Abeni                            |                  | Nomination       |
| 2007             | The Amazing Grace                |                  | Nomination       |
| 2008             | Divizions or Division            |                  | Lauréat          |
| 2008             | Run Baby Run                     |                  | Nomination       |
| 2008             | Across the Niger                 |                  | Nomination       |
| 2008             | Black Friday                     |                  | Nomination       |
| 2008             | Mission to Nowhere               |                  | Nomination       |
| 2009             | From a Whisper                   |                  | Lauréat          |
| 2009             | Cindy’s Note                     |                  | Nomination       |
| 2009             | Reloaded                         |                  | Nomination       |
| 2009             | Modupe Temi                      |                  | Nomination       |
| 2009             | Battle of the Soul               |                  | Nomination       |
| 2010             | The Child                        |                  | Lauréat          |
| 2010             | Perfect Picture                  |                  | Nomination       |
| 2010             | Season of a Life                 |                  | Nomination       |
| 2010             | Lilies of the Ghetto             |                  | Nomination       |
| 2010             | Heart of Men                     |                  | Nomination       |
| 2011             | Soul Boy                         |                  | Lauréat          |
| 2011             | Sinking Sands                    |                  | Nomination       |
| 2011             | Hopeville                        |                  | Nomination       |
| 2011             | Viva Riva!                       |                  | Nomination       |
| 2011             | Tango With Me                    |                  | Nomination       |
| 2012             | How to Steal 2 Million           |                  | Lauréat          |
| 2012             | Otelo Burning                    |                  | Nomination       |
| 2012             | Unwanted Guest                   |                  | Nomination       |
| 2012             | Man on Ground                    |                  | Nomination       |
| 2012             | Algiers Murder                   |                  | Nomination       |
| 2012             | Alero’s Symphony                 |                  | Nomination       |
| 2013             | Heroes and Zeros                 |                  | Lauréat          |
| 2013             | Last Flight to Abuja             |                  | Nomination       |
| 2013             | Contract                         |                  | Nomination       |
| 2013             | Elelwani                         |                  | Nomination       |
| 2013             | Nairobi Half Life                |                  | Nomination       |
| 2013             | Uhlanga The Mark                 |                  | Nomination       |
| 2014             | Potomanto                        |                  | Lauréat          |
| 2014             | Of Good Report                   |                  | Nomination       |
| 2014             | Accident                         |                  | Nomination       |
| 2014             | Once Upon A Road Trip            |                  | Nomination       |
| 2014             | Felix                            |                  | Nomination       |
| 2015             | Timbuktu                         |                  | Lauréat          |
| 2015             | iNumber Number                   |                  | Nomination       |
| 2015             | Triangle Going to America        |                  | Nomination       |
| 2015             | Run                              |                  | Nomination       |
| 2015             | October 1                        |                  | Nomination       |
| 2016             | Hear Me Move                     |                  | Lauréat          |
| 2016             | Behind Closed Doors              |                  | Nomination       |
| 2016             | Rebecca                          |                  | Nomination       |
| 2016             | The Cursed Ones                  |                  | Nomination       |
| 2016             | Eye of the Storm                 |                  | Nomination       |
| 2017             | Félicité                         |                  | Lauréat          |
| 2017             | Call Me Thief (en)               |                  | Nomination       |
| 2017             | Vaya (film) (en)                 |                  | Nomination       |
| 2017             | While We Live                    |                  | Nomination       |
| 2017             | The CEO (en)                     |                  | Nomination       |
| 2018             | Hotel Called Memory              |                  | Lauréat          |
| 2018             | Pop Lock ‘N’ Roll                |                  | Nomination       |
| 2018             | While We Live                    |                  | Nomination       |
| 2018             | Lucky Specials                   |                  | Nomination       |
| 2018             | The Blessed Vost                 |                  | Nomination       |
| 2019             | Rafiki                           |                  | Lauréat          |
| 2019             | The Delivery Boy                 |                  | Nomination       |
| 2019             | The Burial of Kojo               |                  | Nomination       |
| 2019             | The Last Victims                 |                  | Nomination       |
| 2019             | Gold Statue                      |                  | Nomination       |
| 2019             | Diamond in the Sky               |                  | Nomination       |
| 2019             | Sew the Winter to My Skin        |                  | Nomination       |
| 2019             | The Mercy of the Jungle          |                  | Nomination       |
| 2020             | The Ghost and the House of Truth |                  | Lauréat          |
| 2020             | Perfect Picture: Ten Years Later |                  | Nomination       |
| 2020             | Knuckle City                     |                  | Nomination       |
| 2020             | 40 Sticks                        |                  | Nomination       |
| 2020             | Desrances                        |                  | Nomination       |
| 2021             | Mission to Rescue                |                  | En attente       |
| 2021             | Omo Ghetto: The Saga             |                  | En attente       |
| 2021             | Nyala (The Kidnapping)           |                  | En attente       |
| 2021             | Fried Barry                      |                  | En attente       |
| 2021             | Eyimofe                          |                  | En attente       |